# Czas zmierzchu
Czas zmierzchu (ros. Сумерки, Sumierki) – powieść Dmitrija Głuchowskiego, napisana w 2007 roku. W Polsce wydana została w roku 2011 przez wydawnictwo Insignis w tłumaczeniu Pawła Podmiotki. 

## Fabuła
Tłumacz Dmitrij Aleksiejewicz przyjmuje zlecenie przekładu szesnastowiecznego pamiętnika konkwistadora hiszpańskiego. W miarę jak tłumaczenie posuwa się do przodu, na świecie następują katastrofy żywiołowe: trzęsienie ziemi w Iranie, huragany w Stanach Zjednoczonych, tsunami w Indonezji, susza i pożary w Rosji. Wszystkie te wydarzenia zdają się być połączone z przygodami autora tłumaczonych pamiętników Luisa Casa-del-Lagarto, podążającego z oddziałem żołnierzy przez selwę Półwyspu Jukatan. Tłumaczowi udaje się zrozumieć proroctwa Majów o końcu świata oraz znaleźć sposób na poznanie przyszłości.

## Odbiór powieści
Jeszcze przed wydaniem książki utwór był przyrównywany przez media do dzieł Dana Browna i Stephena Kinga (krytyk Aleksandr Gawriłow), a nawet do Nikołaja Gogola za jego poczucie stylu i umiejętność zbudowania napięcia w fabule. Powieść Czas zmierzchu nazywana była odpowiedzią na Kod Leonarda da Vinci. Według słów autora Czas Zmierzchu jest jego komentarzem do fenomenu roku 2012.